# Jonah Hill

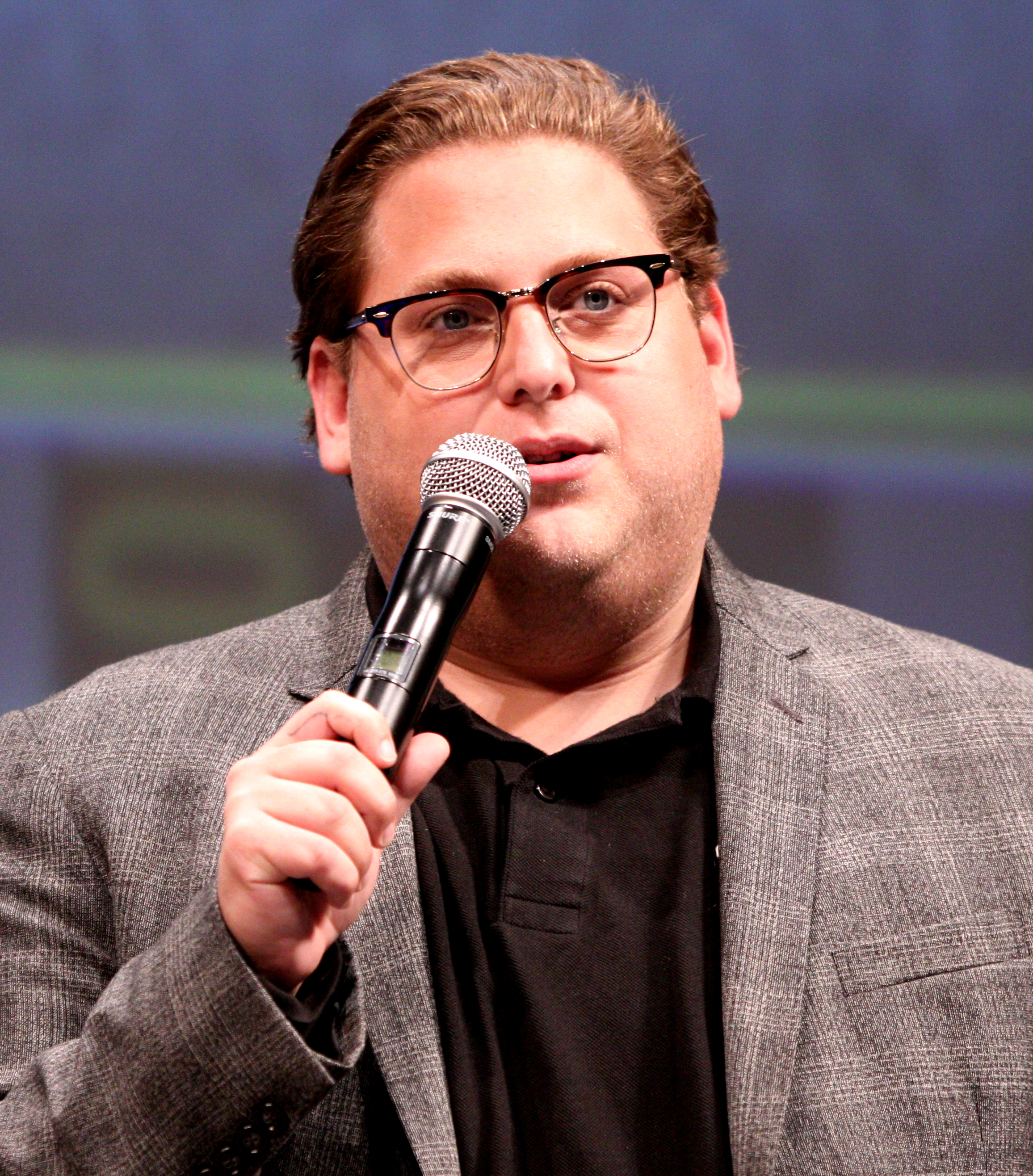
Jonah Hill 2010

Jonah Hill Feldstein, född 20 december 1983 i Los Angeles, Kalifornien, är en amerikansk skådespelare och filmskapare. Han har haft framgångar som skådespelare med filmer som På smällen, Dumpad och Supersugen.
Han har även gästskådespelat i serier som Simpsons (röst), Reno 911!, Wainy Days, Human Giant och Campus Ladies och varit värd för Saturday Night Live 5 gånger.
Hill har vid två tillfällen nominerats till en Oscar för Bästa manliga biroll; 2012 för rollen som Peter Brand i Moneyball och 2014 för rollen som Donnie Azoff i The Wolf of Wall Street.

## Filmografi i urval
- 2004 – I Heart Huckabees
- 2005 – Pancho's Pizza
- 2005 – The 40 Year Old Virgin
- 2006 – Grandma's Boy
- 2006 – Click
- 2006 – Accepted
- 2006 – 10 Items or Less
- 2007 – Rocket Science
- 2007 – På smällen
- 2007 – Evan den allsmäktige
- 2007 – Supersugen
- 2007 – Walk Hard: The Dewey Cox Story
- 2008 – Strange Wilderness
- 2008 – Horton (röst som Tommy)
- 2008 – Dumpad
- 2008 – Just Add Water
- 2009 – Natt på museet 2
- 2009 – Funny People
- 2009 – The Invention of Lying
- 2010 – Cyrus
- 2010 – Draktränaren (röst som Snor-Per)
- 2010 – Get Him to the Greek
- 2010 – Megamind (röst som Hal Stewart/Tighten)
- 2010 – The Adventurer's Handbook
- 2011 – Moneyball
- 2011 – The Sitter
- 2012 – 21 Jump Street
- 2012 – Grannpatrullen
- 2012 – Django Unchained
- 2013 – This Is the End
- 2013 – The Wolf of Wall Street
- 2014 – Lego-filmen (röst som Green Lantern)
- 2014 – Draktränaren 2 (röst som Snor-Per)
- 2014 – 22 Jump Street
- 2015 – True Story
- 2016 – Hail Caesar!
- 2016 – War Dogs
- 2016 – Sausage Party (röst som Carl)
- 2019 – Lego-filmen 2 (röst som Green Lantern)
- 2019 – Draktränaren 3 (röst som Snor-Per)